# Elaeagnus stellipila
Elaeagnus stellipila — вид квіткових рослин з родини маслинкових (Elaeagnaceae). Поширення: Південно-Центральний і Південно-Східний Китай.

## Середовище
Населяє південні схили, біля струмків, сільськогосподарські угіддя; на висотах 500–1200 метрів.

## Біоморфологічна характеристика
Це листопадний кущ заввишки до 2 метрів. Колючки відсутні або на старих гілках; молоді гілки та черешки з щільними блідими рваними лусками, покритими білими зірчастими волосками, що темніють з віком. Ніжка листка 2–4 см; листова пластинка знизу блідо-сіра, зверху зелена, широко яйцеподібна або яйцеподібно-еліптична, 2–5.5 × 1.5–3 см, бічні жилки 4 або 5 з кожного боку середньої жилки, основа округла або неглибоко серцеподібна, край цільний, верхівка тупо-гостра до майже загостреної. Квітки часто по 1–3 разом, кожна в пазусі листка біля основи молодого пагона. Квітконіжка дуже коротка або відсутня під час цвітіння; квітконіжка при плодоношенні 0.5–2 мм. Квітки світло-білі, з сидячими сріблястими зірчастими волосками/лусками, ± зближені під час цвітіння. Трубка чашечки оберненоконічно-трубчаста, слабо 4-ребриста, 5–7 мм; частки трикутно-яйцеподібні або ланцетні, 3–4.5 мм, верхівка загострена. Кістянка червона при дозріванні, вузько еліпсоїдна або довгаста, 1–1.6 см, густо-коричнева луската. Цвітіння: березень і квітень; плодіння: липень і серпень.